# Colin Ratsey
George Colin Ratsey (Cowes, 30 de julho de 1906 — Wellesley, 12 de março de 1984) foi um velejador britânico, medalhista olímpico. Ele competiu nos Jogos Olímpicos de Verão de 1932 na classe Star e conquistou a medalha de prata na disputa a bordo do Joy com Peter Jaffe.
Filho de George Ratsey, também velejador e medalhista olímpico, formou-se na Brighton College. Ele trabalhou para Ratsey & Lapthorn, um dos principais fabricantes de velas do mundo, por mais de 50 anos. Depois de deixar a Ratsey & Lapthorne e emigrar para os Estados Unidos, ele se tornou vice-presidente da Yardarm Sailmakers.